# USS Midway (CV-41)
USS Midway (CVB/CVA/CV-41) là một tàu sân bay của Hải quân Hoa Kỳ, là chiếc dẫn đầu trong lớp của nó, và là chiếc tàu sân bay đầu tiên được đưa ra hoạt động sau khi Chiến tranh Thế giới thứ hai kết thúc. Từng hoạt động tích cực trong Chiến tranh Việt Nam và Chiến dịch Bão táp Sa mạc, hiện nay nó là một tàu bảo tàng tại San Diego, California. Nó là chiếc tàu sân bay Hoa Kỳ thời kỳ Thế Chiến II duy nhất còn lại không thuộc lớp Essex.

## Thiết kế và chế tạo
Midway được đặt lườn vào ngày 27 tháng 10 năm 1943 bởi hãng Newport News Shipbuilding Co. tại Newport News, Virginia. Thiết kế lườn mang tính cách mạng của nó được dựa trên thiết kế vốn dự định dành cho lớp thiết giáp hạm Montana, cho phép có khả năng cơ động vượt trội so với mọi tàu sân bay trước đó. Nó được hạ thủy vào ngày 20 tháng 3 năm 1945; được đỡ đầu bởi Bà Bradford William Ripley, Jr.; và được đưa ra hoạt động vào ngày 10 tháng 9 năm 1945 dưới quyền chỉ huy của Thuyền trưởng, Đại tá Hải quân Joseph F. Bolger.

## Lịch sử hoạt động

### Các hoạt động ban đầu – Bố trí cùng Đệ Lục hạm đội
Sau khi chạy thử máy tại vùng biển Caribbe, Midway tham gia các đợt huấn luyện thường xuyên của Hạm đội Đại Tây Dương, đặt cảng nhà tại Norfolk. Từ ngày 20 tháng 2 năm 1946 nó là soái hạm của Hải đội Tàu sân bay 1. Vào tháng 3, nó thử nghiệm các thiết bị và kỹ thuật dành cho các hoạt động trong điều kiện thời tiết lạnh khắc nghiệt của Bắc Đại Tây Dương. Các hoạt động huấn luyện tiếp theo dọc theo bờ Đông và khu vực Caribbe được đánh dấu bởi Chiến dịch Sandy vào tháng 9 năm 1947, khi nó bắn thử nghiệm một quả tên lửa V-2 chiếm được của Đức từ sàn đáp, cuộc phóng đầu tiên loại này từ một bệ di động.
Ngày 29 tháng 10 năm 1947, Midway lên đường cho đợt đầu tiên trong một loạt các lượt bố trí hoạt động hàng năm cùng Đệ Lục hạm đội tại Địa Trung Hải. Là một sự nối dài sức mạnh không/hải lực trên biển, Midway xen kẻ giữa các lượt bố trí hoạt động với công việc huấn luyện, đồng thời cũng thường xuyên nhận được các cải biến cần thiết để có thể tiếp nhận máy bay lớn hơn khi chúng được phát triển. Vào năm 1952, nó tham gia các cuộc cơ động hạm đội tại Bắc Hải cùng các lực lượng khác trong khối NATO, và vào ngày 1 tháng 10 được xếp lại lớp như một tàu sân bay tấn công với ký hiệu lườn CVA-41.
Midway rời Norfolk ngày 27 tháng 12 năm 1954 cho chuyến đi ngang qua mũi Hảo Vọng để đi đến Đài Loan, nơi nó gia nhập Đệ Thất hạm đội cho các hoạt động tại khu vực Tây Thái Bình Dương cho đến ngày 28 tháng 6 năm 1955. Trong cuộc Khủng hoảng Eo biển Đài Loan thứ nhất, máy bay của Midway đã thực hiện các phi vụ hỗ trợ cho việc triệt thoái khỏi đảo Tachen 15.000 binh lính Trung Hoa dân quốc cùng 20.000 thường dân cùng gia súc của họ. Đến ngày 28 tháng 6 năm 1955, nó lên đường quay trở về Xưởng hải quân Puget Sound cho một đợt đại tu. Tại đây, nó được cho ngừng hoạt động cho đến ngày 30 tháng 9 năm 1957, đồng thời Midway cũng trải qua một đợt nâng cấp lớn theo chương trình hiện đại hóa SCB-110, nhận được một "mũi tàu chống bão" kín, bổ sung một thang nâng phía đuôi cạnh sàn đáp, một sàn đáp chéo góc và máy phóng hơi nước.
Đặt cảng nhà tại Alameda, California, Midway bắt đầu các đợt bố trí hoạt động hàng năm cùng với Đệ Thất hạm đội từ năm 1958, và tại Biển Đông trong cuộc Khủng hoảng tại Lào vào mùa Xuân năm 1961. Trong đợt bố trí hoạt động năm 1962, máy bay của nó đã tham gia trắc nghiệm các hệ thống phòng không của Nhật Bản, Hàn Quốc, Okinawa, Philippines và Đài Loan. Khi nó lại lên đường sang Viễn Đông vào ngày 6 tháng 3 năm 1965, máy bay của nó được chuẩn bị cho các hoạt động tác chiến, và từ giữa tháng 4 đã tiến hành các cuộc không kích những mục tiêu quân sự và hậu cần tại Bắc và Nam Việt Nam.
Quay trở về Alameda vào ngày 23 tháng 11, Midway đi vào Xưởng hải quân vịnh San Francisco ngày 11 tháng 2 năm 1966 cho một đợt hiện đại hóa sâu rộng mang tên SCB-101.66, vốn tỏ ra quá tốn kém và gây nhiều tranh cãi. Sàn đáp được mở rộng từ 11.300 lên 16.200 m² (2,8 lên 4 mẫu Anh). Các thang nâng được tái bố trí, mở rộng và được cung cấp gần gấp đôi tải trọng nâng. Midway cũng được trang bị máy phóng và dây hãm mới, cùng một nhà máy điều hòa nhiệt độ trung tâm. Chi phí tăng cao quá mức của chương trình này từ 88 triệu Đô-la Mỹ lên đến 202 triệu, khiến phải hủy bỏ việc hiện đại hóa tương tự dự định dành cho chiếc tàu chị em Franklin D. Roosevelt (CV-42). Cuối cùng Midway cũng được đưa ra hoạt động trở lại vào ngày 31 tháng 1 năm 1970. Người ta cũng nhận thấy những sự cải biến đã ảnh hưởng đến khả năng đi biển của con tàu cũng như khả năng tiến hành các hoạt động không lực khi biển động, buộc phải có các cải biến khác để khắc phục các vấn đề này.

### Chiến công không chiến đầu tiên và cuối cùng tại Việt Nam

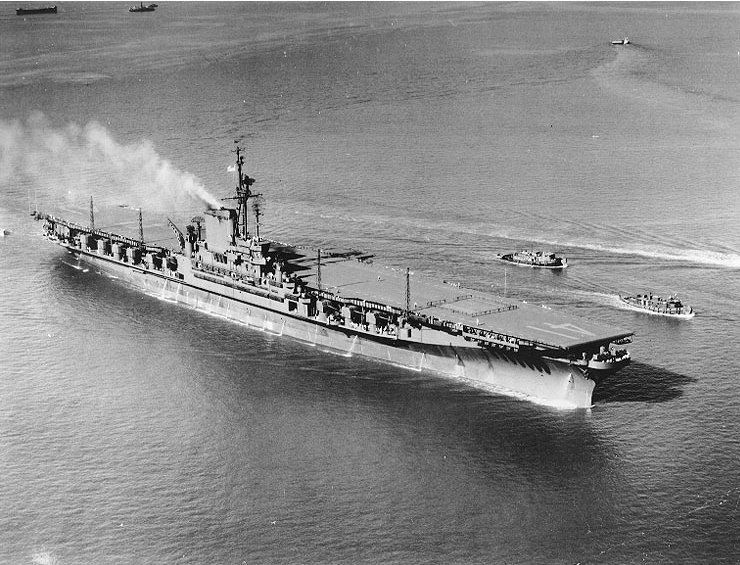
Midway sau khi được đưa ra hoạt động vào tháng 9 năm 1945

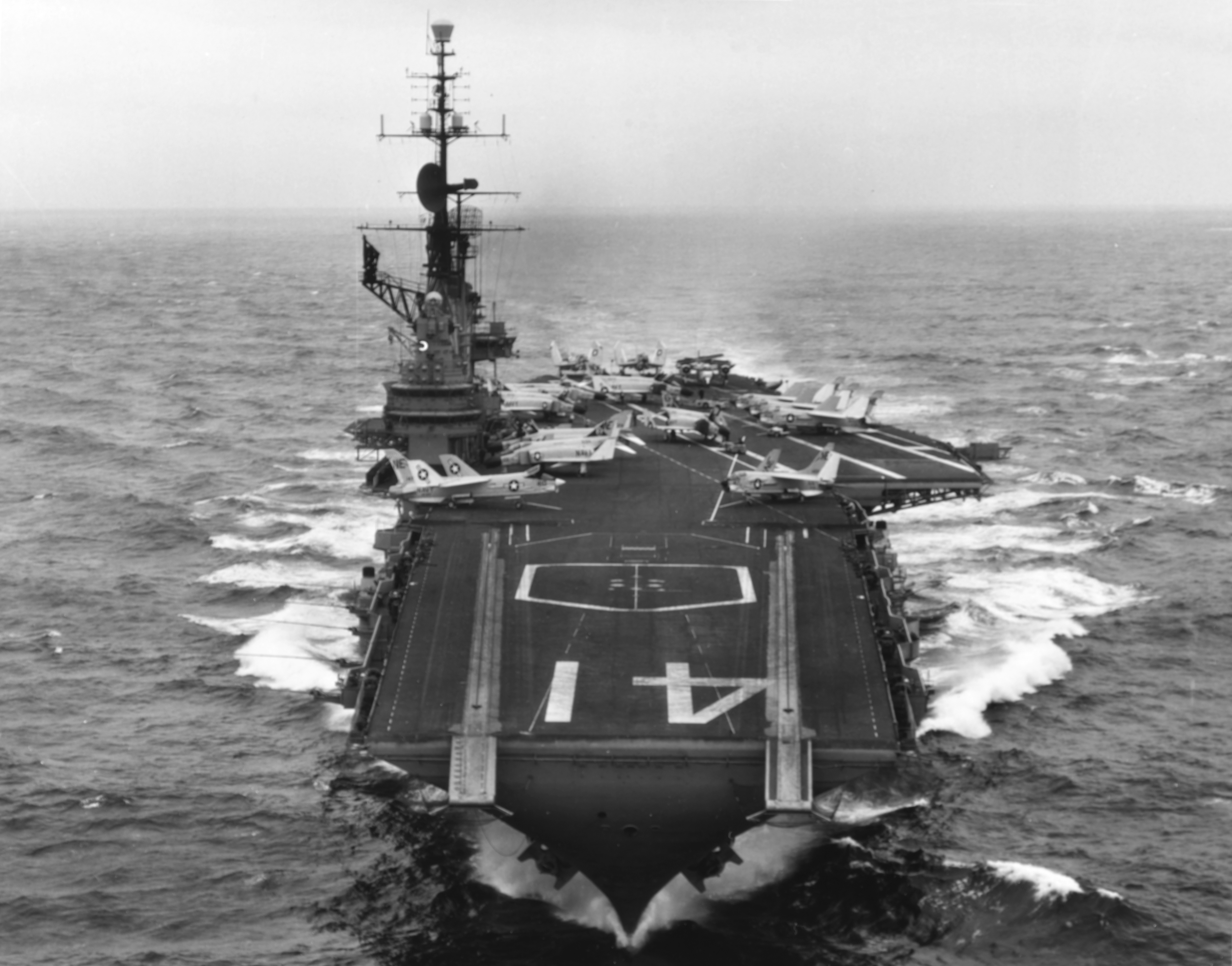
Midway vào năm 1963 sau khi được nâng cấp SCB-110

Minh họa cho sự đóng góp của chiếc tàu sân bay trong Chiến tranh Việt Nam là chiến công không chiến đầu tiên bởi những phi công của nó thuộc Liên đội Không lực Tàu sân bay 2 (CVW 2), khi vào ngày 17 tháng 6 năm 1965 đã bắn rơi bốn máy bay MiG đầu tiên thuộc thành tích của Quân đội Hoa Kỳ tại Đông Nam Á. Sau này vào ngày 12 tháng 1 năm 1973, các đại úy V. T. Kovaleski và J. A. Wise lái một chiếc F-4B Phantom II thuộc phi đội VF-161 Chargers của Midway đã bắn rơi một máy bay tiêm kích MiG-17 bằng một tên lửa không-đối-không AIM-9 Sidewinder, là chiến công không chiến cuối cùng trong cuộc Chiến tranh Việt Nam.

### Quay trở lại Việt Nam
Midway quay trở lại Việt Nam, và sau khi thay phiên cho tàu sân bay Hancock tại trạm Yankee vào ngày 18 tháng 5 năm 1971, bắt đầu các hoạt động như một tàu sân bay độc lập kéo dài cho đến cuối tháng. Nó rời trạm Yankee vào ngày 5 tháng 6, hoàn tất lượt bố trí tại Viễn Đông vào ngày 31 tháng 10, và quay trở về cảng nhà vào ngày 6 tháng 11.
Midway, cùng với Liên đội Không lực Tàu sân bay 5 (CVW 5) phối thuộc trên tàu, lại rời Alameda vào ngày 10 tháng 4 năm 1972 để hoạt động tại Việt Nam. Vào ngày 11 tháng 5, máy bay của Midway hợp cùng những chiếc của Coral Sea, Kitty Hawk và Constellation tiếp tục rải thủy lôi xuống các cảng quan trọng tại Bắc Việt: Thanh Hóa, Đồng Hới, Vinh, Hòn Gai, Quảng Khê và Cẩm Phả cũng như những con đường dẫn vào cảng Hải Phòng. Những con tàu đang ở trong cảng Hải Phòng được thông báo về việc phong tỏa này, và ngòi nổ của các quả mìn được kích hoạt sau một thời gian trì hoãn kéo dài 72 giờ, đủ để họ có thể rời đi một cách an toàn. Midway tiếp tục các hoạt động ngoài khơi Việt Nam suốt mùa Hè năm 1972.
Ngày 7 tháng 8 năm 1972, một máy bay trực thăng HC-7 Det 110 cất cánh từ Midway, được sự hỗ trợ của những máy bay khác của chính nó và của tàu sân bay Saratoga, thực hiện một phi vụ tìm kiếm và giải cứu một phi công bị bắn rơi tại Bắc Việt Nam. Phi công của một chiếc A-7 Corsair II xuất phát từ Saratoga đã bị một tên lửa đất-đối-không bắn rơi ở khoảng 20 dặm (32 km) sâu trong đất liền về phía Tây Bắc thành phố Vinh vào ngày 6 tháng 8. Chiếc HC-7 bay trên một địa hình đồi núi để giải cứu phi công, sử dụng đèn pha để hỗ trợ vào việc phát hiện phi công bị bắn rơi, và cho dù phải chịu đựng hỏa lực mạnh từ mặt đất, đã tìm thấy và đưa anh ta trở lại một tàu vận chuyển đổ bộ ngoài khơi. Đây là lần xâm nhập sâu nhất vào không phận Bắc Việt Nam của một máy bay trực thăng giải cứu kể từ năm 1968. HC-7 Det 110 tiếp tục tiến hành các phi vụ giải cứu, và cho đến cuối năm 1972 đã thực hiện thành công 48 trường hợp, 35 trong số đó trong hoàn cảnh chiến đấu.

## Phần thưởng[2]
|                           |                                                       |                                                       |
|                           | Bronze star · Bronze star · Bronze star               | Bronze star · Bronze star                             |
|                           | Bronze star                                           |                                                       |
|                           |                                                       |                                                       |
| Bronze star · Bronze star | Bronze star · Bronze star · Bronze star · Bronze star | Bronze star · Bronze star · Bronze star · Bronze star |
| Bronze star               | Bronze star                                           |                                                       |
|                           |                                                       |                                                       |

| Đơn vị Tuyên Dương Tổng thống                                   |                                                                     |                                                        |
| Đơn vị Tuyên dương Anh dũng Liên quân                           | Đơn vị Tuyên Dương Hải quân với 3 Ngôi sao Chiến trận               | Đơn vị Tuyên dương Anh dũng với 2 Ngôi sao Chiến trận  |
| Dãi băng Hiệu quả Hải quân với bốn dấu "E"                      | Huân chương Viễn chinh Hải quân với 1 Ngôi sao Chiến trận           | Huân chương Phục vụ Trung Hoa                          |
| Huân chương Chiến dịch Hoa Kỳ                                   | Huân chương Chiến thắng Thế Chiến II                                | Huân chương Phục vụ Chiếm đóng Hải quân                |
| Huân chương Phục vụ Phòng vệ Quốc gia với 2 Ngôi sao Chiến trận | Huân chương Viễn chinh Lực lượng Vũ trang với 4 Ngôi sao Chiến trận | Huân chương Phục vụ Việt Nam với 4 Ngôi sao Chiến trận |
| Huân chương Phục vụ Tây Nam Á với 2 Ngôi sao Chiến trận         | Huân chương Phục vụ Nhân Đạo                                        | Huân chương Anh Dũng Bội Tinh (Việt Nam Cộng Hòa)      |
| Huân chương Chiến dịch Bội Tinh (Việt Nam Cộng Hòa)             | Huân chương Giải phóng Kuwait (Saudi Arabia)                        | Huân chương Giải phóng Kuwait (Kuwait)                 |